# Johann Ritter von Herbeck
Johann Ritter von Herbeck (Vienna, 25 dicembre 1831 – Vienna, 28 ottobre 1877) è stato un compositore e direttore d'orchestra austriaco, noto per aver diretto la prima della Sinfonia n. 8 di Franz Schubert.

## Biografia
Autodidatta, Johann von Herbeck seppe passare dal ruolo di corista a quello di professore nel Conservatorio di Vienna (Universität für Musik und darstellende Kunst Wien). 
Dal 1859 al 1870 e dal 1873 al 1877 diresse i concerti della Gesellschaft der Musikfreunde, che seppe fare assurgere ad eventi di primissimo piano. 
Nel 1866 diventò Kapellmeister, l'8 luglio 1869 vice-direttore musicale e dal 1871 al 30 aprile 1875 direttore dell'Opera Imperiale (Wiener Staatsoper), posizione prestigiosa da cui si dimise a causa di manovre e intrighi.
Grande sostenitore della musica di Franz Schubert, nel 1865 diresse la prima della Sinfonia n. 8 Incompiuta. Nel 1867 diresse i primi tre movimenti del Requiem Tedesco di Johannes Brahms; inoltre fu sul podio per la prima viennese di Die Meistersinger von Nürnberg di Richard Wagner nel 1870. 
Nel 1870 diresse la prima assoluta di Judith di Franz Doppler e nel 1875 di Die Königin von Saba di Karl Goldmark allo Staatsoper.
Esercitò una notevole influenza negli ambienti musicali della Capitale, fu altresì un acceso sostenitore di Anton Bruckner, per il quale riuscì ad ottenere un incarico a Vienna. Hector Berlioz lo descrisse come un direttore d'orchestra di grande qualità.
Autore di musica strumentale e vocale, tra cui Tanz-Momente, Künstlerfahrt, Variazioni sinfoniche e diverse sinfonie, tra le quali la n. 4 in Re maggiore con organo. Compose un quartetto d'archi in Fa maggiore e altre opere non pubblicate a stampa.
Tre anni prima della morte, Herbeck ricevette l'insegna di terzo grado della Croce di Ferro, che gli consentì di chiamarsi "von Herbeck". Suo figlio Ludwig ne scrisse una biografia nel 1885. È sepolto nel Zentrafriedhof di Vienna.